# Markušica
Markušica è un comune della Croazia di 3 053 abitanti della Regione di Vukovar e della Sirmia.